# Nalliers, Vienne

Nalliers este o comună în departamentul Vienne, Franța. În 2009 avea o populație de 305 de locuitori.